# Massularia acuminata
Espèce
Statut de conservation UICN

 LC  : Préoccupation mineure
Massularia acuminata est une espèce d'arbre de la famille des Rubiaceae.

## Répartition
Ce taxon se rencontre dans les pays suivants : Angola, Cameroun, Côte d'Ivoire, Gabon, Ghana, Guinée équatoriale, Guinée-Bissau, Guinée, Liberia, Nigeria, République centrafricaine, République du Congo, République démocratique du Congo, Sierra Leone, Togo.

## Systématique
Le nom correct complet (avec auteur) de ce taxon est Massularia acuminata (G.Don) Bullock ex Hoyle (d).
L'espèce a été initialement classée dans le genre Gardenia sous le basionyme Gardenia acuminata G.Don.
Massularia acuminata a pour synonymes :
- Gardenia acuminata G.Don
- Massularia acuminata (G.Don) Bullock
- Pomatium dubium G.Don
- Randia acuminata (G.Don) Benth.
- Randia cacaocarpa Wernham